# Willem Middelkoop

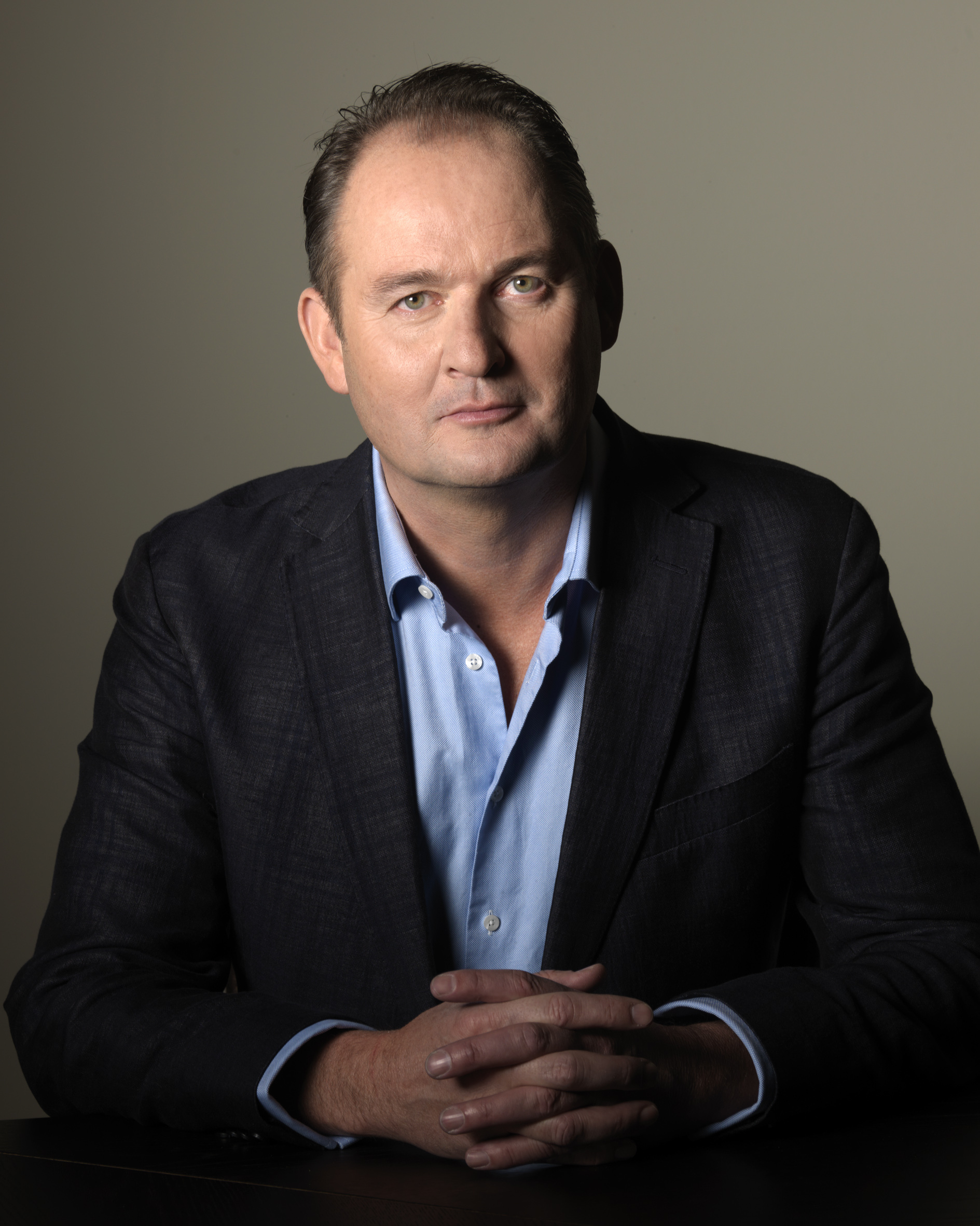
Willem Middelkoop in 2012

Willem Middelkoop (Genève, 21 augustus 1962) is oprichter en bestuursvoorzitter van het Commodity Discovery Fund, dat gespecialiseerd is in het beleggen in beursgenoteerde junior mining bedrijven. Vanaf 2008 schreef hij een reeks boeken over monetaire onderwerpen. Voorheen was hij vooral bekend als beurscommentator op RTL Z (2001-2008) en DWDD (2008-2012).

## Jeugd
Middelkoop werd in Zwitserland geboren uit Nederlandse ouders. Zijn vader was daar als kernfysicus werkzaam bij CERN. De scheiding van zijn ouders leidde ertoe dat hij op 5-jarige leeftijd verhuisde naar pleegouders in het Drentse dorp Veeningen.  

## Fotojournalist
Als puber op bezoek bij familie werd Middelkoop geraakt door fotoboeken met verzamelingen persfoto's. Daarop vroeg hij aan zijn vader een camera cadeau. In 1980 zocht hij juist tijdens de krakersrellen een kamer in Amsterdam voor zijn opleiding confectie-industrie aan de HTS. Hij schoot wat foto's en zag een dag later vergelijkbare foto's in De Telegraaf staan. Hij schafte meteen een politiescanner aan en werd actief als freelance fotojournalist. In 1983 had hij een lucratieve scoop met bijzondere foto's van de Heineken-ontvoerders. In 1991 was hij kortdurend verslaggever voor de beginnende Amsterdamse stadszender AT5. Tussen 1998 en 2000 was hij twee jaar werkzaam als chef beeldredactie van Het Parool.

## Investeerder
Vanaf de jaren 90 investeerde Middelkoop in vastgoed in Amsterdam dat hij verhuurde aan expats. Hij verslond boeken over macro-economie en financiële markten. Hij bleef ook journalist, maar vanaf 1999 ook schrijvend over financiële onderwerpen. Rond het uiteenspatten van de internetzeepbel, in 2000, begon Middelkoop columns te schrijven voor het Parool en IEX.nl, en werd hij kort erna vaste beurscommentator op RTL Z. Als investeerder voorvoelde hij de crash van de Amerikaanse huizenmarkt, die ook kwam in 2008. Hij verkocht tijdig al zijn panden en stapte als privé-belegger in goud en zilver. Vanaf 2003 belegde hij in junior miners en exploratiebedrijven, verantwoordelijk voor een significante grondstofontdekking. In 2008 richtte Middelkoop twee bedrijven op om in te spelen op de komende vlucht naar hard assets. Het eerste bedrijf was de edelmetaal webshop Amsterdam Gold. Binnen drie jaar steeg de jaaromzet naar 100 miljoen en verkocht hij het aan het beursgenoteerde Value8.  Het tweede bedrijf was het Commodity Discovery Fund, dat geld aantrekt van particuliere investeerders om het te beleggen in de junior miners, waarvan Middelkoop privé al had gezien dat ze zeer hoge rendementen kunnen genereren. In 2021 groeide het fonds naar ruim 100 miljoen euro in beheer. Het fonds heeft over 10 jaar een geannualiseerd negatief rendement van -3,08% behaald. Sinds 2011 is Middelkoop ook actief als angel investor in start-ups.

## Boeken
Begin september 2007 kwam het eerste boek van Middelkoop, Als de dollar valt, uit. Middelkoop waarschuwde erin voor een crash van de dollar en daarmee van het wereldwijde financiële systeem met alle gevolgen van dien. Aan de hand van een honderdtal vragen werd geschreven over thema's als de steeds groter wordende schuldenberg, de exponentieel groeiende geldhoeveelheid, de strijd van de banken tegen goud en zilver, de angst onder bankiers voor een crash van de dollar, de rol van de Amerikaanse Federal Reserve, de gevolgen van de oprakende olie voor de economie, en het verschil tussen de officiële en de echte inflatie. Als de dollar valt verschijnt intussen in 17e druk. 
In juni 2008 schreef Middelkoop samen met Rembrandt Koppelaar een tweede boek, De permanente oliecrisis. In dit boek voorspelden zij een top in de wereldwijde olieproductie rond 2015 en permanent hoge olieprijzen en de grote gevolgen daarvan voor de westerse manier van leven.
In 2009 verscheen zijn derde boek, Overleef de kredietcrisis waarin Middelkoop de kredietcrisis en de gevolgen daarvan beschrijft en licht werpt op de onderwerpen die, volgens Middelkoop, 'politici en bankiers niet kunnen, durven of willen vertellen'.
In 2012 verscheen Goud en het geheim van geld. Middelkoop beschrijft de geschiedenis van het financiële systeem en beschrijft waarom ons (fiat) geld, in tegenstelling tot goud, geen intrinsieke waarde heeft. Om dit te verhullen proberen westerse centrale bankiers al tientallen jaren de stijging van de goudprijs af te remmen. Het boek beschrijft hoe de strijd tegen goud een lange historie kent en heeft geleid tot de London Gold Pool in de jaren 1960. Westerse centrale bankiers verkochten toen jarenlang goud om de prijs op $35 per ounce te houden. Nadat Frankrijk hier in 1968 niet langer aan mee wilde werken, verloren ze deze 'War on Gold', waardoor de VS in 1971 de dollar-goudkoppeling moest loslaten. Het boek waarschuwt dat westerse landen in de toekomst de macht over de edelmetaal markten zullen verliezen, doordat landen zoals China, Rusland en India hun toevlucht zoeken in edelmetalen. Middelkoops in dit boek uitgesproken verwachting dat hierdoor de prijzen van edelmetalen snel verder zouden stijgen kwam niet uit.
In 2012 verscheen ook zijn fotoboek Code Willem, met nieuwsfoto's uit Amsterdam (1980-2000).
Begin 2014 verscheen zijn eerste Engelstalige boek The Big Reset, met daarin de voorspelling dat 'waarschijnlijk voor 2020' het mondiale monetaire systeem drastisch zal moeten worden hervormd. Een mondiale schuldsanering en het vervangen van de dollar als monetair anker lijken daarbij onvermijdelijk. Deze 'monetaire reset' lijkt Middelkoop nodig nu de steeds meer landen zich openlijk uitspreken tegen het huidige, door de VS gedomineerde, systeem. Rusland en China hebben de kunstmatig lage goudprijs aangegrepen om enorme goudreserves op te bouwen.Volgens Middelkoop werken het IMF en de VS in stilte en met steun van China aan een plan om de Special Drawing Rights (SDR) van het IMF te gaan gebruiken als een mogelijke nieuwe wereldreservemunt. The Big Reset is in maar liefst acht talen vertaald uitgegeven, waaronder in het Chinees (Mandarijn) en Arabisch. De Engelse versie kan gratis worden gedownload op de website van het Commodity Discovery Fund.  
In 2017 verscheen De Tesla Revolutie. In dit boek beschrijven Willem Middelkoop en Rembrandt Koppelaar het snel veranderende energielandschap door het succes van alternatieven als wind- en zonne-energie en het succes van elektrische auto's. Met het verkoopsucces van Model S heeft Tesla voor een revolutie in de autowereld gezorgd. Het boek betwijfelt of Tesla zelf wel autonoom kan overleven, maar de 'door haar ingezette revolutie kan niet meer mislukken'. De Tesla Revolutie is vertaald in het Duits, Engels en Chinees (Mandarijn).  
In 2018 verscheen Patronen van Bedrog. In dit boek beschrijven Willem Middelkoop en Tim Dollee de macht achter de (Amerikaanse) politiek. Niet de president in het Witte Huis, maar een elite uit het militair-industrieel complex zou volgens de auteurs al meer dan honderd jaar de feitelijke macht in handen hebben. In de VS wordt deze internationaal opererende groep omschreven als The Deep State.
Uit de royalty-betalingen door de jaren heen is op te maken dat Middelkoop tussen 2007 en 2022 in totaal ruwweg 150.000 boeken heeft verkocht. 
Op basis van zijn ruime kennis en publicaties over financiële markten is Middelkoop lid van het Advisory Board van de Londense economische thinktank OMFIF.

### Rechtszaak
In februari 2019 spande Middelkoop een civiele rechtszaak aan tegen recensent Pepijn van Erp, die in juni 2018 het boek Patronen van Bedrog kritisch had besproken op de website Kloptdatwel.nl. Volgens Van Erp wemelt het boek van de fouten en is er ook sprake van plagiaat. Middelkoop eiste verwijdering van de recensie en meerdere uitlatingen van Van Erp op Twitter die verwijzen naar de recensie of waarin hij fouten in het boek noemt.
Op 18 november 2019 wees de rechtbank Gelderland alle vorderingen van Middelkoop af. Volgens de uitspraak zijn de uitlatingen van Van Erp niet onrechtmatig, omdat "zijn grondrecht om zich in het openbaar kritisch, informerend, opiniërend en waarschuwend te kunnen uitlaten" zwaarder weegt dan "het grondrecht van Middelkoop op bescherming van zijn eer en goede naam". Ook achtte de rechtbank de opmerkingen van Van Erp over het mogelijke plagiaat voldoende onderbouwd.
- Gemeinsame Normdatei: 102999739X
- International Standard Name Identifier: 0000 0003 6881 0192
- Library of Congress Control Number: no2014059695
- Nationale Bibliotheek van Israël: 987007345315205171
- Nederlandse Thesaurus van Auteursnamen: 304328782
- RKD-Nederlands Instituut voor Kunstgeschiedenis: 387964
- Système universitaire de documentation: 193068052
- Virtual International Authority File: 291812929
- WorldCat: E39PBJc3FghCtDb9jhtkkkTfv3